# Катрін Малабу
Катрі́н Малабу́ (фр. Catherine Malabou, * 1959) — французька вчена, філософ, професор університету Париж-Нантерр.

## Життєпис і наукові інтереси
Катрін Малабу є професоркою університету Париж-Нантерр та гостьовою професоркою Державного університету Нью-Йорка в Баффало. Вона — головна редакторка філософської серії «Non et Non» у видавництві Леон Шеер (Editions Léo Scheer).
Малабу насамперед досліджує взаємовідносини між діалектикою і деконструкцією, оперуючи концептом «Пластичність». У книзі «Майбутнє Гегеля: пластичність, темпоральність, діалектика» (фр. L'avenir de Hegel: plasticité, temporalité, dialectique), що є її докторською дисертацією, написаною під керівництвом Жака Дерріди, вона визначає пластичність, як можливість водночас надати й набути форму й таким чином відкритися майбутньому. Але пластичність в неї описує не лише формотворення, її можна розуміти і як руйнування (деструкцію) будь-яких форм.
Свою концепцію пластичності вона виводить як з Гегеля, так і з сучасних досліджень нейрологічної науки.
La Countre-allée — своєрідна антологія розрізнених філософських проб про філософію Жака Дерріди, його характер та поняття подорожі. У книзі зібрано оригінальні поштівки Дерріди з його зауваженнями, які виникали в ході написання цієї книжки.
У книзі «Гайдеґґерівська зміна» (Le Change Heidegger) Малабу досліджує відносини між негативністю й трансформацією. У книзі «Нові поранені» (Les nouveaux blessés) показано діалог між Гегелем і Фрейдом, йдеться про такі теми, як невиконання, заперечення, відкидання та смерть. Через явище травми вона намагається вийти на стик нейрологічної науки, психоаналізу й філософії.

## Праці
Німецькою
- Was tun mit unserem Gehirn?, Zürich/Berlin: diaphanes 2006

Французькою
- L'avenir de Hegel: plasticité, temporalité, dialectique, Paris: Vrin 1996
- La Contre-allée (Voyager avec Jacques Derrida), Paris: Quinzaine Littéraire 1999
- Plasticité, actes du colloque du Fresnoy, octobre 1999 (Hg.), Paris: Scheer 2000
- Le Change Heidegger: du fantastique en philosophie, Paris: Scheer 2004
- Que faire de notre cerveau ?, Paris: Bayard 2004.
- La Plasticité au soir de l'écriture, Paris: Scheer 2005
- Les Nouveaux blessés. De Freud à la neurologie, penser les traumatismes contemporains, Paris: Bayard 2007
- Ontologie de l'accident, Paris: Léo Scheer, 2009
- La Chambre du milieu. De Hegel aux neurosciences, Paris: Hermann, 2009
- Changer de différence, Paris: Galilée, 2009
- La Grande Exclusion, з Ксав'єром Емманюеллі, Paris: Bayard, 2009
- Sois mon corps, з Джудіт Батлер, Paris: Bayard, 2010

## Українські переклади
- Катрін Малабу. Стерте задоволення. Клітор і мислення. — К.: Контур, 2025.
  - Клітор, анархія, жіноче // Спільне
  - Політична анатомія // Divoche.media
  - Le plaisir effacé. Clitoris et pensée // Критика